# Swamimalai
Swamimalai là một thị xã panchayat của quận Thanjavur thuộc bang Tamil Nadu, Ấn Độ.

## Địa lý
Swamimalai có vị trí 10°57′B 79°20′Đ / 10,95°B 79,33°Đ Nó có độ cao trung bình là 25 mét (82 feet).

## Nhân khẩu
Theo điều tra dân số năm 2001 của Ấn Độ, Swamimalai có dân số 6985 người. Phái nam chiếm 49% tổng số dân và phái nữ chiếm 51%. Swamimalai có tỷ lệ 75% biết đọc biết viết, cao hơn tỷ lệ trung bình toàn quốc là 59,5%: tỷ lệ cho phái nam là 80%, và tỷ lệ cho phái nữ là 70%. Tại Swamimalai, 11% dân số nhỏ hơn 6 tuổi.